# Copris anomiopseoides
Copris anomiopseoides är en skalbaggsart som beskrevs av Antoine Boucomont 1924. Copris anomiopseoides ingår i släktet Copris och familjen bladhorningar. Inga underarter finns listade i Catalogue of Life.